# Альтернативный фактор
«Альтернативный фактор» (англ. «The Alternative Factor») — двадцать седьмой эпизод первого сезона американского научно-фантастического телесериала «Звёздный путь», впервые вышедший на телеканале NBC 30 марта 1967 года.

## Сюжет
В звёздную дату 3087.6 звездолёт Федерации «Энтерпрайз» под командованием Джеймса Тиберия Кирка подвергается неизвестному воздействию, названному Споком небытие. Вся звёздная система, в которой находился корабль на мгновение потеряла массу, а после этого на безжизненной планете сенсоры зафиксировали живой организм. Командование Звёздного флота подозревает вторжение и отзывает все звездолёты из близлежащих квадратов, оставляя там только «Энтерпрайз».
Опустившись на планету, Кирк с командой находят там человека по имени Лазарь, который рассказывает, что то явление вызвано его врагом, уничтожившим родную планету Лазаря. Лазарь преследовал его на своей машине времени, но у неё закончилась энергия. Путешественник во времени просит у капитана дилитиевые кристаллы, дающие энергию «Энтерпрайзу», чтобы запустить машину времени и одолеть врага, но Кирк отказывает ему. После прибытия Лазаря на борт корабля, экипаж начинает замечать некоторые странности: его настроение за несколько секунд может кардинально измениться, а также ссадина на лбу то пропадает, то появляется.
Лазарь похищает дилитиевые кристаллы и телепортируется на планету к машине времени. Кирк отправляется за ним и вскоре выясняет, что существует два Лазаря: один обычный, а другой из антивещества, живущий в параллельной вселенной. Также становится известно, что машина времени способна открывать «ворота» в параллельную вселенную. Один из Лазарей сумасшедший, он не смог смириться, что где-то существует его копия и решил убить двойника, не думая о том, что при соприкосновении идентичных молекул материи и антиматерии произойдёт взрыв, который погубит всё. Здравомыслящий Лазарь предлагает заманить сумасшедшего в «коридор», соединяющий две вселенные и разбить машину времени; таким образом «коридор» будет закрыт, а пожертвовавший собой герой и безумец окажутся навсегда запертыми между вселенной и антивселенной и не смогут повлиять на будущее. Кирк принимает предложение и таким образом спасает вселенную от уничтожения.

## Отзывы
Зак Хэндлен из The A.V. Club дал эпизоду оценку «C-», назвав эпизод неопрятным и неблагодарным, а также отметил плохой темп повествования.